# شاي لي
شاي لي (بالإنجليزية: Chai Lee)‏ هي ممثلة بريطانية، ولدت في القرن العشرين في غوانغدونغ في الصين.

## وصلات خارجية
- شاي لي على موقع IMDb (الإنجليزية)
- شاي لي على موقع قاعدة بيانات الفيلم (الإنجليزية)